# Groupe Affès
Le groupe Affès est l'un des principaux groupes privés tunisiens présent dans l'industrie agroalimentaire, de la transformation des céréales (blé et orge) à leur commercialisation (couscous et pâtes alimentaires) en passant par l'emballage.

## Structure
Sa dénomination renvoie au nom de son fondateur et ancien PDG Abdessalam Affès qui avait placé des membres de sa famille à la tête des différentes sociétés du groupe. Son activité, notamment la production, est étroitement liée à la région de Sfax.
Il s'agit d'un groupe de cinq sociétés constituées entre 1976 et 2001 :
- la Société tunisienne de production alimentaire (STPA) fondée en 1976 qui traîte le blés dur et tendre en meunerie et produit des aliments pour le bétail (marque ALCO) ;
- les Couscousseries du Sud (CDS) fondée en 1978 qui produit et commercialise le couscous sous la marque DIARI et les pâtes alimentaires sous la marque SPIGA (leaders nationaux) ;
- la Société des produits alimentaires du sud (SPAS) fabrique des produits à partir du traitement du blé dur (semoule sous la marque SBOULA) et de celui de l'orge (chorba frik, couscous Melthouth et semoule de pain d'orge Tchich khobz sous la marque FRIGA) ;
- Flexo Print fondée en 1996 pour la fabrication d'emballages (feuilles, films plastiques, etc.) ;
- Caravan Distribution fondée en 2001 et chargée de la commercialisation des produits du groupe en Tunisie et à l'étranger.

La situation économique du groupe s'est toutefois fortement dégradée au point de faire face à une procédure de redressement en mai 2007 du fait de son très fort taux d'endettement. En mai 2008, le groupe est acquis par le groupe tunisien La Rose Blanche de l'homme d'affaires Kamel Belkhiria — spécialisé dans l'industrie agroalimentaire et la fabrication de pâtes et de couscous — qui en devient l'actionnaire majoritaire en proposant de prendre en charge 91,5 millions de dinars sur les 180 millions constituant la dette du groupe.

## Record
C'est le groupe Affès qui est à l'origine de la fabrication du plus grand couscous du monde, le 13 janvier 2000 à Tozeur, à l'occasion du passage du IIIe millénaire. Il a fallu construire un récipient de cinq mètres de hauteur et deux de diamètre et préparer deux tonnes de semoule, 300 poulets, 30 moutons et 1,5 tonne de légumes. En 2008, le groupe détenait près de 50 % des parts de marché du secteur.